# Yola orientalis
Yola orientalis är en skalbaggsart som beskrevs av Hájek 2009. Yola orientalis ingår i släktet Yola och familjen dykare. Inga underarter finns listade i Catalogue of Life.